# Nuevos rusos
El término nuevo ruso (новый русский) designa, generalmente de forma despectiva, a la nueva clase social adinerada que surgió en Rusia tras la caída del comunismo. 

## Historia
Con la Perestroika iniciada por Gorbachov en 1987, dio comienzo un proceso de liberalización del mercado en Rusia para intentar salvar la economía de la debacle provocada por la economía planificada. La liberalización de precios de 1992 produjo una elevadísima inflación y escasez lo que originó un empobrecimiento general de la población. Sin embargo, surgió paralelamente un proceso de cartelización donde una minoría relacionada al poder público,  y con acceso a negocios de exportación, tales como el petróleo, o beneficiados por la privatización de industrias y empresas estatales, amasaron inmensas fortunas en muy poco tiempo. 
Esta minoría, normalmente relacionada con las clases dirigentes del antiguo Partido Comunista (la élite denominada nomenklatura)[cita requerida] o con los servicios secretos, representa en torno al 1% de la población; aproximadamente un millón y medio de personas, pero se le acusa de haber efectivamente monopolizado las riquezas de Rusia en el ámbito comercial y financiero, creando así una enorme brecha económica y social entre la élite y las masas, donde en la práctica ha desaparecido el concepto de clase media.

## Características y connotaciones
Se asocia a los nuevos rusos con antecedentes mafiosos, pues en la turbulenta época del cambio (1991-1998) prácticamente no era posible para un ruso promedio prosperar sin la protección (o al menos la connivencia) de una omnipresente red de chantajes, extorsiones y sobornos que estaban íntimamente ligados a los estamentos gubernamentales, los cuales a su vez se sustentaban en las antiguas relaciones de clientelaje personal de la élite comunista de la nomenklatura  (al punto que efectivamente los primeros grandes capitalistas de Rusia eran miembros jóvenes del Partido Comunista de la Unión Soviética o familiares de jerarcas del Partido).[cita requerida] Debido a la rápida adquisición de riqueza, la figura del nuevo ruso está íntimamente ligada al concepto de nuevo rico, caracterizado por la frivolidad, el exceso, el derroche y la falta de gusto. 
También se les caracteriza por su exclusivismo, habiendo proliferado los locales de lujo (restaurantes, tiendas, cabarets) sólo accesibles para este restringido círculo, denominado tusovka (en ruso: "тусовка"), con tendencia al inmovilismo social y reforzar los contactos interpersonales restringidos para evitar la penetración en esta élite de individuos recién llegados.